# Dysestezie
Dysestezie je porucha čití, při které nemocný vnímá vysílaný podnět neadekvátně např. dotyk cítí jako pálení. Ve většině případů je pociťována tupá bolest, zpravidla je připodobňována k Dantovu peklu. Na intenzitu má vliv změna teploty a horko. Postiženým dělá problém i ležet na posteli nebo nosit oblečení, při dlouhodobém působení pak vede k hysterickým stavům a následným depresím. 